# Blauwvlekkaartmot
De blauwvlekkaartmot (Agonopterix alstromeriana) is een vlinder uit de familie Oecophoridae. De wetenschappelijke naam is voor het eerst geldig gepubliceerd in 1759 door Clerck.
De soort komt voor in Europa.

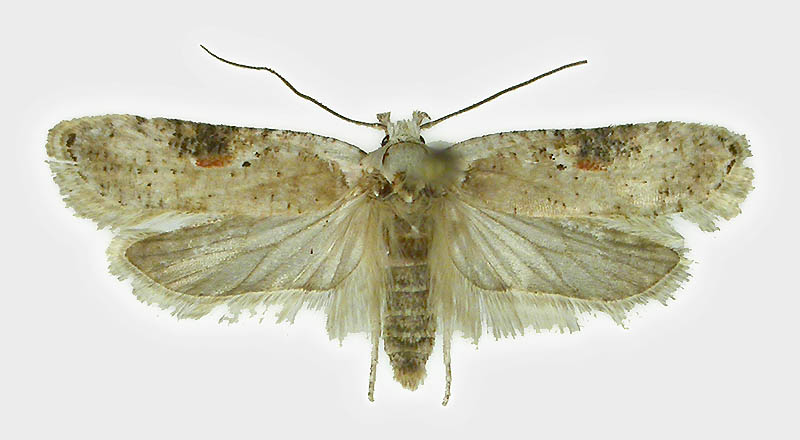
Vlinder
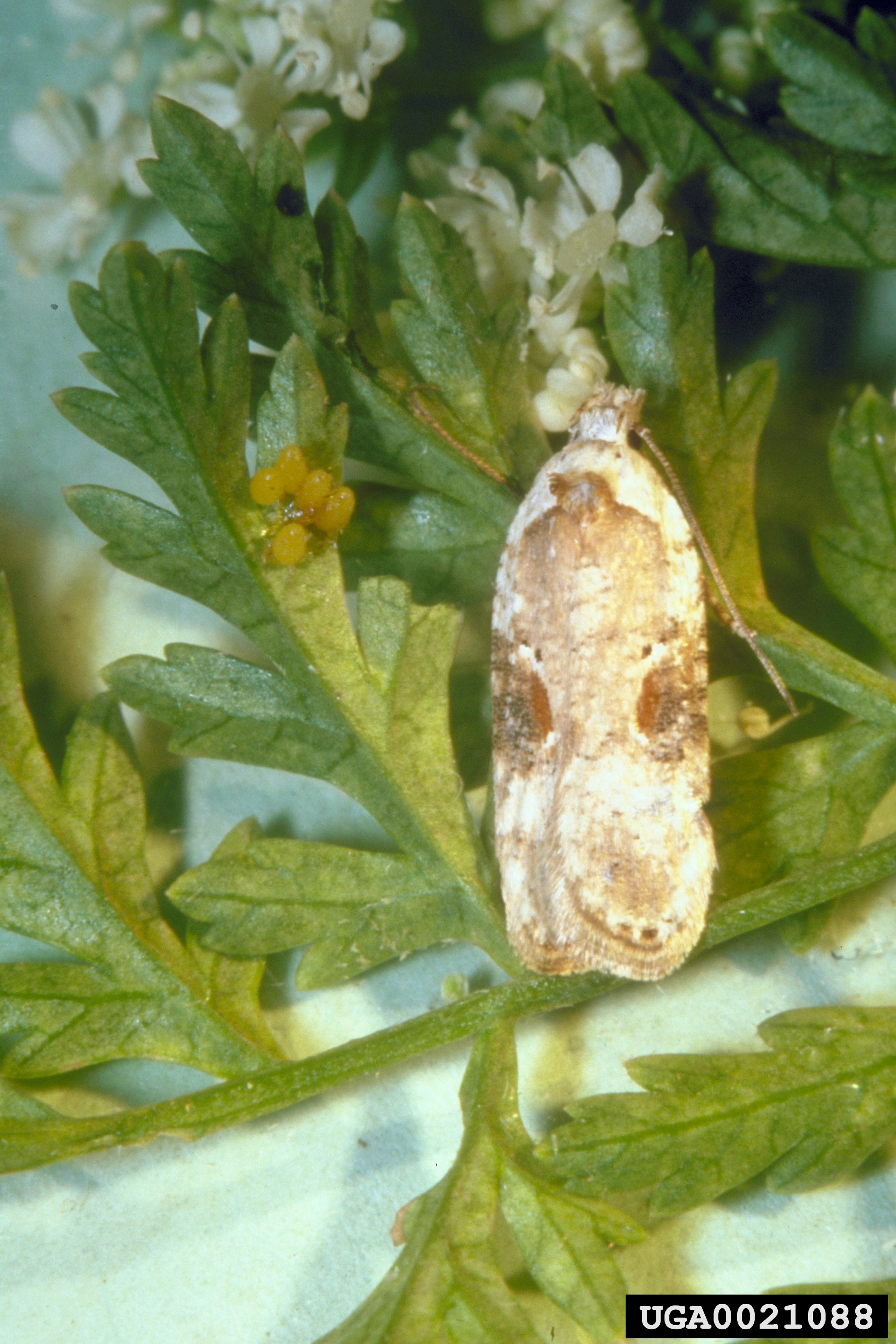
Vlinder op gevlekte scheerling
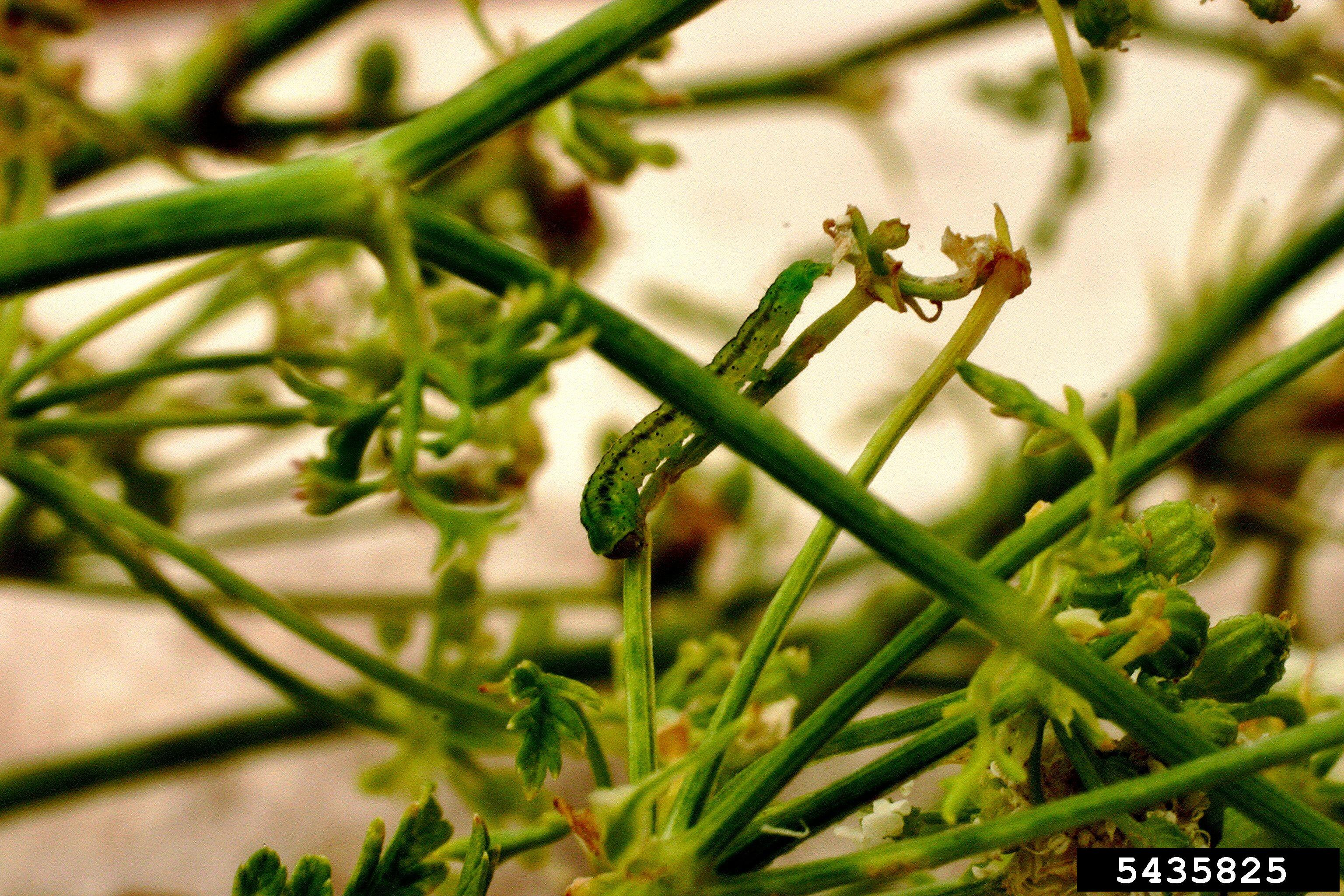
Rups